# Fear Inoculum
Fear Inoculum é o quinto álbum de estúdio da banda americana de rock Tool, lançado em 30 de agosto de 2019 pelas gravadoras Tool Dissectional, Volcano Entertainment e RCA Records. Foi lançado 13 anos após o álbum anterior, 10,000 Days, devido a problemas criativos, pessoais e legais dos membros da banda. O álbum recebeu aclamação da crítica e liderou a parada Billboard 200, sendo o disco de rock mais vendido nos Estados Unidos em 2019, com cerca de 350 mil cópias.
"Fear Inoculum" e "7empest" receberam indicações ao Grammy, com "7empest" vencendo a categoria de melhor música de metal.

## Faixas
- 1. "Fear Inoculum" – 10:21
- 2. "Pneuma" – 11:52
- 3. "Invincible" – 12:44
- 4. "Descending" – 13:37
- 5. "Culling Voices" – 10:05
- 6. "Chocolate Chip Trip" – 04:48
- 7. "7empest" – 15:44

## Créditos
- Maynard James Keenan - voz
- Adam Jones - guitarra
- Justin Chancellor - baixo
- Danny Carey - bateria, sintetizador

## Recepção da crítica
| Críticas profissionais | Críticas profissionais |
| Pontuações agregadas   | Pontuações agregadas   |
| Fonte                  | Avaliação              |
| ---------------------- | ---------------------- |
| Metacritic             | 81/100                 |
| Avaliações da crítica  |                        |
| Fonte                  | Avaliação              |
| AllMusic               | [ 1 ]                  |

O álbum recebeu aclamação da crítica. No Metacritic recebeu uma nota de 81 em 100, baseada nas opiniões de 23 críticos. Neil Z. Yeung do Allmusic deu uma nota de 4.5 em 5 estrelas dizendo que "a longa espera pelo álbum foi válida". O portal Loudwire o elegeu como um dos 50 melhores discos de metal de 2019.